# Josep Tolosa
Josep Tolosa Carreras (Gerona, 28 de noviembre de 1826 - Barcelona, 28 de abril de 1916), fue un médico, ajedrecista y escritor de ajedrez catalán.
Fue alumno de Joan Carbó y Batlle, y maestro de José Paluzíe y Lucena y de Valentí Marín. Era miembro de los círculos del Café del Recreo y del Cafè Anglès.

## Biografía
Se licenció en 1869 en la Facultad de Medicina y Cirugía de la Universidad de Barcelona, pero ejerció pocos años la medicina.
Empezó a dedicarse a la composición en 1872; compuso unos ciento sesenta problemas de ajedrez. En 1892 publicó en francés su obra Traité analytique du Problème d’Échecs, que fue editada en París por Numa Préti.
Fue director de la sección de problemas de ajedrez de la revista El Campo, de Madrid (1892); redactor en la dedicada al problema en la publicación francesa ABC des échecs, de Jean Préti (1895), así como la sección problemas de la revista Ruy López, de Capó (1896-99). También escribió diversos artículos en revistas como Teoría y práctica del Ajedrez, La Ilustración, o en los boletines del Sportsmen's Club.
Actuó como juez en diversos torneos, junto con Joan Carbó, en el concurso de problemas Ruy López (1897); y con su discípulo Valentín Marín en el 8º concurso de la Nuova Rivista degli Scacchi (1896) y en el semanario barcelonés Historial (1904); formó igualmente parte del jurado del gran concurso de problemas y finales celebrado en París en el año 1900. Fue el primero de los grandes problemistas españoles.
Después de su muerte, en el año 1917, se publicó en Barcelona una colección de sus problemas titulada Problemas de ajedrez.

## Obra
- Traité analytique du probleme d'échecs, Paris (1892)[3]
- Problemas de ajedrez, Barcelona (1917)[4]